# Felipe Diogo
Felipe Diogo (Ribeirão Preto, Brasil, 19 de enero de 2002-31 de octubre de 2023) fue un futbolista brasileño que jugó en la posición de delantero.

## Carrera

### Juvenil
| Periodo   | Club            |
| --------- | --------------- |
| 2017-2018 | Comercial-SP    |
| 2018      | Cruzeiro EC     |
| 2019      | Botafogo-SP     |
| 2020–2021 | Avaí FC         |
| 2021–2022 | São Bernardo FC |

### Profesional
Jugó para el São Bernardo FC de 2022 a 2023, donde anotó cuatro goles en 18 partidos.

## Muerte
Felipe Diogo fue asesinado a tiros en su ciudad natal Ribeirão Preto mientras se encontraba de vacaciones luego de finalizar la temporada 2023 con el São Bernardo FC. Recibió diez disparos y murió en el acto. El móvil del homicidio está bajo investigación.